# Plan Pabsta

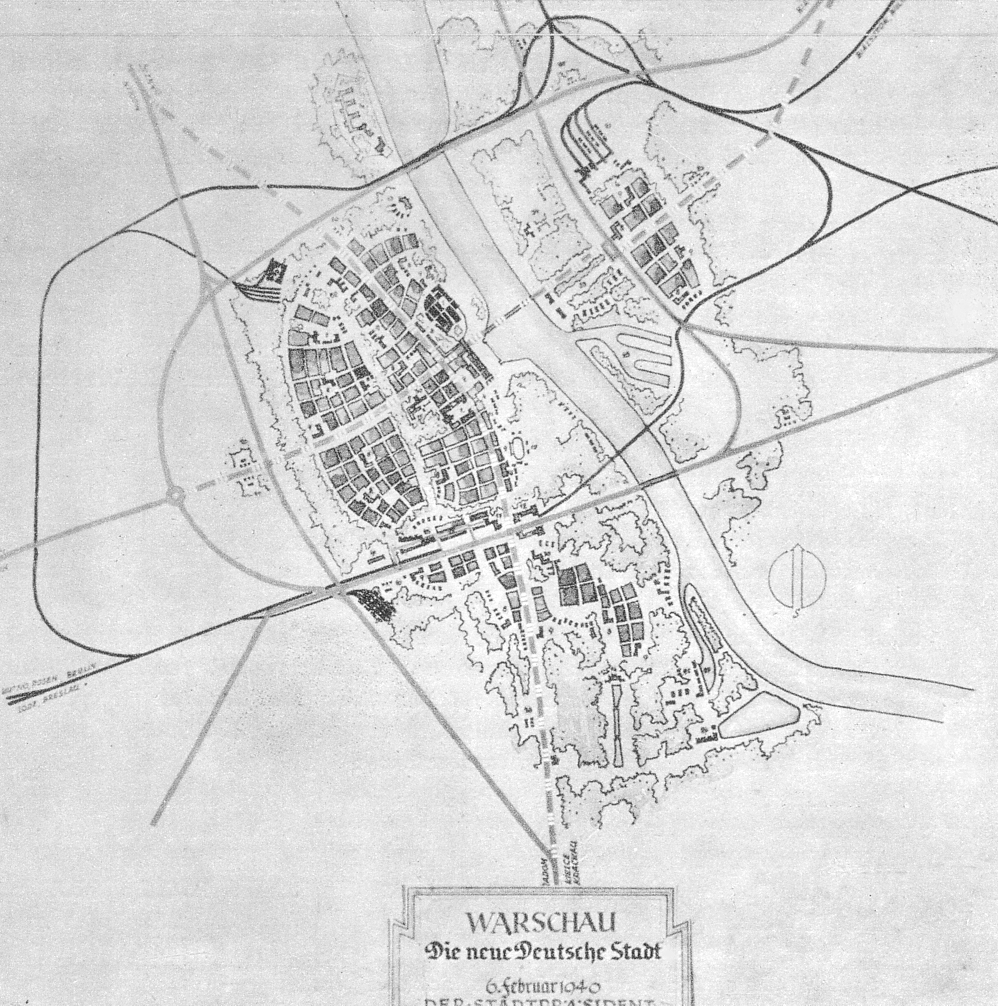
„Nowe niemieckie miasto Warszawa” (plan Pabsta) – projekt powstały pod kierunkiem Friedricha Pabsta z 6 lutego 1940, autorstwa niemieckich architektów Huberta Grossa i Otto Nurnbergera

Plan Pabsta (niem. Pabst-Plan) – plan urbanistyczny dla miasta Warszawy z czasów II wojny światowej, będący obok innych projektów elementem polityki niemieckiej w stosunku do stolicy Polski w latach 1939–1945.
- Zwykle nazwą „plan Pabsta” określa się plan autorstwa niemieckich architektów Huberta Großa i Ottona Nurnbergera z 1940 roku, wykonany na polecenie Hansa Franka pod kierunkiem[1] Friedricha Pabsta (od 1939 r. naczelnego architekta miasta Warszawy, projektującego modelowe osiedla dla Niemców rozmieszczone wokół centrum miasta). Przewidywał on zburzenie większości zabudowy Warszawy[2][3] i zamienienie jej w prowincjonalne miasto[4], służące Niemcom w charakterze ogromnego węzła komunikacyjnego[5] i ośrodka, w którym zamieszkiwałaby niemiecka elita i grupa polityczna (niem. Ortsgruppe), licząca ok. 40 000 ludzi[6], zarządzająca podbitymi przez III Rzeszę terenami na wschodzie.

- Nazwa „plan Pabsta” odnosi się również do projektu autorstwa Friedricha Pabsta z 1942 roku, przewidującego zburzenie Starego Miasta w Warszawie[7], przebudowę placu Zamkowego – m.in. wybudowanie Hali Ludowej (niem. Parteivolkshalle) w miejscu Zamku Królewskiego w Warszawie, który miał zostać zburzony z polecenia Adolfa Hitlera[8] oraz Pomnika Germanii w miejscu rozebranej Kolumny Zygmunta.

Obecnie ustalenie rzeczywistego zasięgu tzw. planu Pabsta, w wielu źródłach historycznych odnoszącego się umownie do całości zamierzeń nazistowskiej urbanistyki w Warszawie w latach 1939–1945 (niektóre opinie sugerują, iż nazwę plan Pabsta należy odnosić tylko do projektu z 1942 r.), jest problematyczne – projekty niemieckie odnośnie do Warszawy były wielokrotnie korygowane i przekształcane w latach okupacji, co uniemożliwia precyzyjną ocenę realności i zasięgu tych zamierzeń.
Wersja „planu Pabsta” (współautorstwa Pabsta, Grossa i Nurnbergera) z 1940 roku przechowywana jest w archiwach Instytutu Pamięci Narodowej. Oryginał „planu Pabsta” z 1942 roku wraz z dokumentacją znajduje się obecnie w Archiwum Państwowym m.st. Warszawy.

## Założenia urbanistyczne z 1940
Po zajęciu Warszawy przez wojska niemieckie 28 września 1939 roku, Friedrich Pabst, ówczesny kierownik Urzędu Budownictwa Rzeszy, został mianowany 1 października 1939 roku naczelnym architektem miasta Warszawy. Na polecenie generalnego gubernatora Hansa Franka, który uzyskał aprobatę Adolfa Hitlera odnośnie do planów w stosunku do Warszawy, w szczególności w kwestii nieodbudowywania miasta – w grudniu 1939 roku przystąpiono do opracowywania planów zniszczenia większości powierzchni zabudowanej miasta i przekształcenia go w podrzędny ośrodek tranzytowy. Z polecenia niemieckiego prezydenta Warszawy Oskara Rudolfa Dengela projekt przygotował nazistowski architekt Hubert Groß sprowadzony z Würzburga.
Planowanemu nowemu ośrodkowi miejskiemu miano nadać nazwę „Nowe niemieckie miasto Warszawa” (niem. Die neue Deutsche Stadt Warschau). Plan przewidywał dwa etapy, planowe wyburzanie miasta nazywane eufemistycznie „rozbiórką polskiego miasta” (niem. Der Abbau der Polen-Stadt) oraz „budowę miasta niemieckiego” (niem. Der Aufbau der Deutschen Stadt). Planowano również dziesięciokrotnie zmniejszyć liczbę mieszkańców do 100 tys. lub 130 tys. osób (przed wojną Warszawa liczyła ok. 1,3 miliona ludności), na Pradze miał znajdować się obóz dla ok. 30 tys. ludności polskiej lub, jak podają inni autorzy, 80 tys. niewolniczej ludności polskiej.
Dodatkowo realizowano inne projekty których celem była zmiana charakteru i przeznaczenia Warszawy. Docelowo zamierzano stopniowo przekształcić miasto w ośrodek produkcyjny na potrzeby armii niemieckiej – od września 1940 do czerwca 1941 administracja niemiecka Warszawy realizowała tzw. plan Otto, który miał na celu rozbudowę infrastruktury zbrojeniowej, głównie fabryk broni i węzła kolejowego oraz budowę nowych koszar dla Wehrmachtu. Plan ten był jedną z wielu korekt pierwotnych założeń tzw. planu Pabsta – opartego na projektach Grossa i Nurnbergera, zmierzających do stopniowego zniszczenia miasta Warszawy.

## Nowe niemieckie miasto Warschau
Docelowe zamierzenia urbanistyczne, łączące nazistowskie projekty z lat 1940 i 1942, wpisywały się w ogólne założenia większego nazistowskiego założenia przesiedleńczo-germanizacyjnego, Generalnego Planu Wschodniego. W celu realizacji projektu Niemcy zamierzali wysiedlić większość ludności Warszawy do obozów koncentracyjnych, poddawać ją eksterminacji w kompleksie obozowym KL Warschau funkcjonującym od 1943 roku w lewobrzeżnej części miasta, oraz wyburzyć ok. 95% zabudowy stolicy. Zamierzano pozostawić ul. Krakowskie Przedmieście, przemianowując ją na Siegesstraße (ulica Zwycięstwa) oraz Aleje Jerozolimskie, którym nadano by nazwę Bahnhofsstraße (ulica Dworcowa). Stare Miasto w Warszawie zamierzano pozostawić jako dowód rzekomej „ciągłości niemieckiego osadnictwa” na wschodzie. Z kolei plac Piłsudskiego przy Pałacu Saskim zostałby zamieniony na plac Adolfa Hitlera (niem. Adolf-Hitler-Platz), a Belweder na jego rezydencję.
W wyburzonym centrum stolicy Polski zamierzano postawić monumentalne budowle nazistowskie, w charakterystycznym stylu spełniającym wymogi nazistowskiej architektury stworzonej przez Alberta Speera, określanej jako uproszczony klasycyzm, m.in.:
- Hala Ludowa lub Hala Kongresowa NSDAP (niem. Volkshalle lub Parteivolkshalle) – zaprojektowana przez Friedricha Pabsta, ogromny budynek nakryty kopułą miał powstać w miejscu wysadzonego w powietrze Zamku Królewskiego w Warszawie – decyzję o zniszczeniu zamku podjął osobiście Adolf Hitler już w listopadzie 1939 (po zajęciu Warszawy przez wojska niemieckie 28 września 1939).
- Pomnik Germanii – statua, która miała stanąć w miejscu kolumny Zygmunta, mająca podobne rozmiary, wzorowana na podobnym obiekcie znajdującym się wówczas w dolinie Renu, w mieście Rüdesheim – tzw. Niederwald Germania lub Niederwalddenkmal.
- Kompleks nazwany „zabudową przyczółka mostu miejskiego” (niem. Brückenkopfbebauung an der Stadtbrücke) – budowla miała być postawiona w miejscu ówczesnego mostu Kierbedzia, u wylotu z lewobrzeżnej części Warszawy w kierunku wschodnim i wkomponować się w ciąg architektoniczny zabudowań Hali Ludowej.
- Kompleks zwany Gauforum – wystawiony jako miejsce narodowosocjalistycznego kultu i identyfikacji kompleks budynków partyjnych NSDAP wraz z górującą nad otoczeniem wieżą i placem masowych zgromadzeń – projekt autorstwa Huberta Grossa.
- Osiedla mieszkaniowe dla członków SS i SA, każde składające się z 2 domów dla młodzieży z Hitlerjugend, szkoły, oraz budynków mieszkalnych dla niemieckiej elity (niem. Ortsgruppenhaus) – planowano wybudowanie 10 takich kompleksów w okręgu usytuowanym wokół centrum, z precyzyjną siatką ulic rozmieszczonych prostopadle bądź równolegle i domach w formie kwadratów lub prostokątów.
- Obiekt koszarowy Zitadelle – wystawiony na bazie Cytadeli Warszawskiej (planowano zachować jedynie mury zewnętrzne fortyfikacji).

Docelowo realizacja projektu miała na celu dziesięciokrotne zmniejszenie powierzchni zabudowy Warszawy do 6 km² w lewobrzeżnej części i 1 km² na Pradze – planowano wybudowanie nowego Dworca Centralnego i wybudowanie Dworca Towarowego w prawobrzeżnej części miasta, a także Stadionu nad Wisłą, dzielnicy willowej dla elity niemieckiej na południe od miasta oraz przebudowę portu Praskiego.

## Opinie urbanistów
W opinii autorów raportu opracowanego na zlecenie prezydenta Warszawy Lecha Kaczyńskiego z 2004 roku, pt. Straty wojenne Warszawy 1939–1945. Raport, m.in. architekta prof. Krzysztofa Pawłowskiego, członka Międzynarodowej Rady Zabytków i Miejsc Zabytkowych – plan zniszczenia Warszawy z 1940 roku „należy do najhaniebniejszych dokumentów w dziejach cywilizacji europejskiej”.